# Nudo de ajo
Los nudos de ajos (en inglés Garlic knots) son un tipo de pan de ajo que se encuentra generalmente en pizzerias en la ciudad de Nueva York (Estados Unidos) y regiones colindantes. Se desarrollaron en la década de 1940 en el barrio de Brooklyn, de la misma ciudad. El verdadero origen está perdido en la historia, con varias pizzerias reclamando ser la original.
Son una manera de aprovechar los restos de masa y ajo, así que se consumen como complemento a los menús principales. Suelen ser el producto más barato de la carta.

## Elaboración
Los nudos de ajo se hacen habitualmente con masa de pan. La masa se prepara, se estira y finalmente se enrolla en pequeños nudos. Estos se precocinan en un horno de pizza (370 °C o más). Los nudos son entonces sumergidos o sazonados con una mezcla de aceite, queso parmesano, ajo en polvo u otras variaciones como perejil, orégano seco o pimienta negra. Antes de servir, los nudos de ajo son horneados por segunda vez, y pueden acompañarse de salsa marinara.